# Вершкове масло
Вершко́ве ма́сло — молочний продукт, який виробляється шляхом збивання свіжого або кислого молока, вершків чи перетворення високожирних вершків.
Вершкове масло — масло, вироблене з вершків та/або продуктів переробки молока, яке має специфічний притаманний йому смак, запах та пластичну консистенцію за температури (12±2) °C, з вмістом молочного жиру не меншим ніж 61,5 %, що становить однорідну емульсію типу «вода в жирі».
Вершкове масло також називають коров'ячим жиром.
Слово «масло» (прасл. *maslo, раніша форма *mazlo) за походженням пов'язане з «мазати» (прасл. *mazati).

## Історія

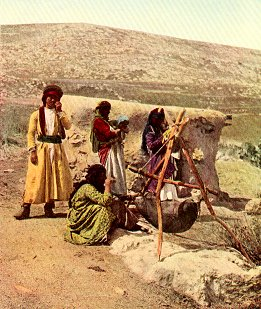
Традиційне вироблення масла в бурдюку (Палестина). Журнал Національного географічного товариства, березень 1914.

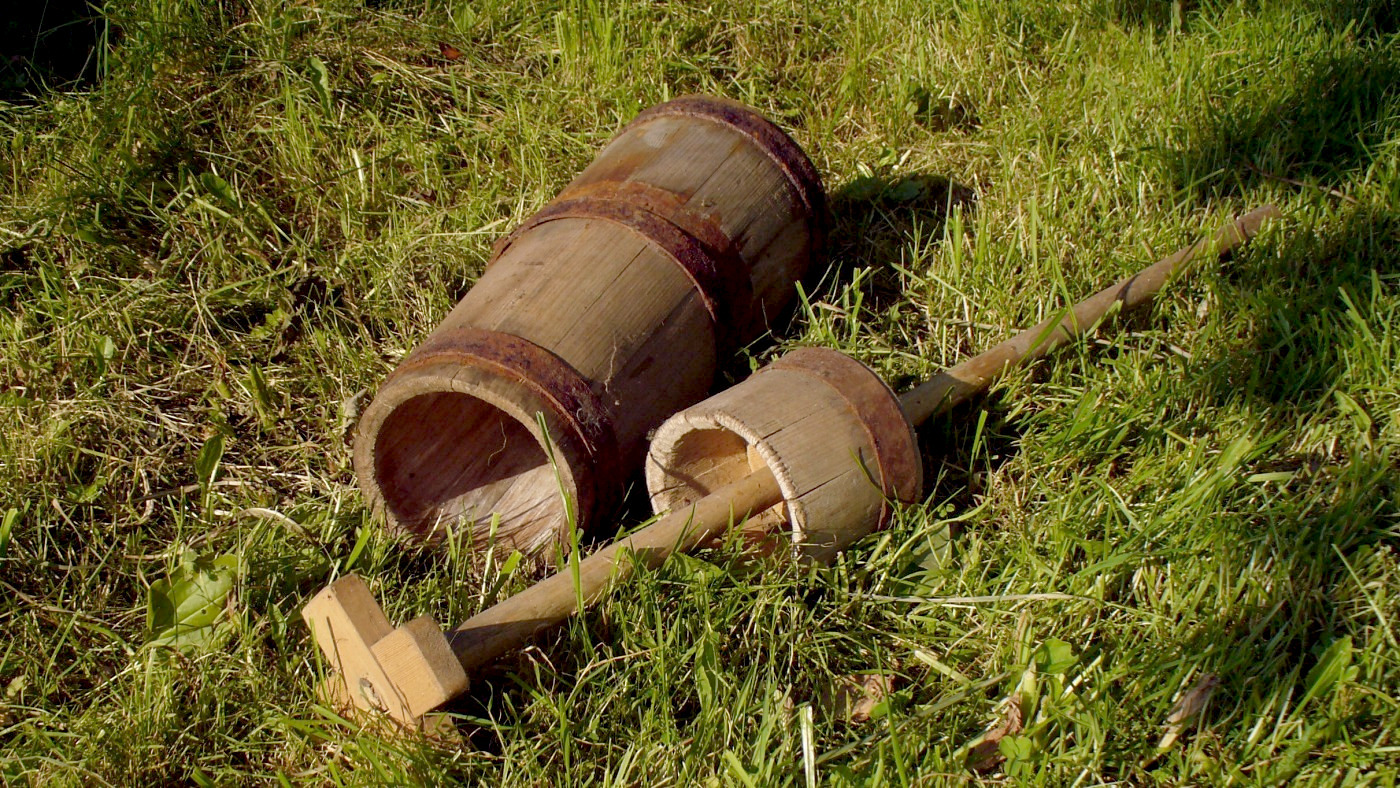
Масничка з колотівкою

Найпершим маслом було масло з овечого та козячого молока, згодом з'явилося і коров'яче — після одомашнення великої рогатої худоби. Найдавніший спосіб виробництва масла зберігся досі в Африці і Близькому Сході: молоко наливали в бурдюк, який підвішували на тринозі і розгойдували. Рух рідини приводив до відділення вершків й утворення з них масла.
Зроблене таким способом масло не могло зберігатися довго в умовах жаркого клімату. У Давній Греції і Давньому Римі вершкове масло вважалося їжею варварів: фракійці в одній з комедій Анаксандріда названі «маслоїдами» (βουτυροφάγοι), а Пліній Старший в «Природничій історії» називає масло «найбільшим делікатесом серед варварських народів», а також згадує його лікувальні властивості. Пізніше Клавдій Гален описує масло лише як інгредієнт ліків.
На відміну від Середземномор'я, у більшості районів Європи з їх прохолодним кліматом умови для тривалого зберігання масла були набагато кращими.
Для вироблення масла в домашніх умовах використовували маснички — спеціальні дерев'яні посудини, і колотівки — палиці для збивання. Надалі з'явилися пристрої у вигляді закритих обертових бочок — маслоробки. З переходом до промислового виробництва з'явилися спеціалізовані підприємства — маслоробні.

## Використання
Масло може використовуватися як додаток до їжі, або для приготування страв шляхом випікання, смаження чи приготування соусів. Для зберігання масла використовують скляні, пластмасові або порцелянові посудини — масельни́чки або ма́слянки.

## Склад
Масло складається з молочного жиру та мікроскопічних часток води і молочних білків. Вершкове масло виготовляється тільки з коров'ячого молока або продуктів його переробки і призначене для безпосереднього вживання в їжу чи кулінарних цілей. Воно не містить жодних спеціальних харчових добавок.

## Групи та види вершкового масла
Вершкове масло, залежно від масової частки жиру, поділяють на групи:
- Екстра (частка жиру: 80-85 %);
- Селянське (частка жиру:  72,5-79,9 %);
- Бутербродне (частка жиру: 61,5-72,4 %);
- Пряжене (частка жиру:  не менше 99 %).

Залежно від технологічних особливостей та органолептичних показників вершкове масло поділяється на такі види:
- Солодковершкове;
- Солоне солодковершкове;
- Кисловершкове;
- Солоне кисловершкове.

Солодковершкове масло виробляють з натуральних пастеризованих вершків, а кисловершкове — з пастеризованих вершків, сквашених чистими культурами молочнокислих бактерій. Солоне масло виробляють з додаванням кухонної солі.

Вершкове масло в упаковці

За допомогою перетоплювання, можна отримати продукт який називають топлене масло, яке є майже чистим молочним жиром.
Під час зберігання в холодильнику масло залишається твердим, але м'якшає при кімнатній температурі і розтає до рідкої консистенції при температурі 32—35 °C. Густина масла дорівнює 911 кг/м3.
Строки придатності до споживання масла в спожитковому пакуванні коливаються для масла вершкового різних сортів від 15 до 90 діб, для топленого масла — від 1 до 6 місяців.
Строки зберігання вершкового масла: за температури не вищої ніж 6 °C для масла у моноліті — 10 діб, для топленого масла у транспортній тарі — 15 діб, під час зберігання вершкового масла у спожитковому пакуванні — не більше 3 діб.

Зазвичай масло має блідо-жовтий колір, але він може бути від темно-жовтого до майже білого. Колір масла залежить від способу харчування тварини і у промисловому виробництві його часто коригують за допомогою харчових фарбників, зазвичай ними є аннато або каротин.
Також до масла додають вітаміни.
При застосуванні вітаміну А масова його частка становить не більше ніж 10 мг/кг, бета-каротину — не більше ніж 3 мг/кг, екстракту аннато — не більше ніж 10 мг/кг.